# Maszyna-maszyna
Maszyna–maszyna (M2M) – bezpośrednia komunikacja elektroniczna pomiędzy urządzeniami przy użyciu dowolnego kanału komunikacyjnego, w tym przewodowego i bezprzewodowego.

## Koncepcja działania
Komunikacja maszyna-maszyna jest wykorzystywana do przekazywania informacji pomiędzy urządzeniami przemysłowymi, wyposażonymi w czujniki lub mierniki rejestrujące wartości parametrów takich jak temperatura, poziom zapasów, itp. dla oprogramowania aplikacyjnego, które na ich podstawie dostosowuje przebieg procesu przemysłowego lub składa zamówienia na uzupełnienie zapasów. Taka komunikacja była pierwotnie realizowana poprzez zdalną sieć maszyn przekazującą informacje do centralnego koncentratora w celu analizy podłączonego do komputera z aplikacją. Nowsza komunikacja między maszynami zmieniła się w system sieci, który przesyła dane do urządzeń osobistych. 

## Historia

### Od początku XX wieku
Od początku XX wieku maszyny do wymiany informacji używały komunikacji przewodowej z sygnalizacją elektryczną. Uprawnienie komunikacji M2M nastąpiło od czasu pojawienia się automatyzacji oraz sieci komputerowych, a następnie po uruchomieniu telefonii komórkowej. Komunikacja M2M została wykorzystana w  takich aplikacjach jak telemetria, przemysł, automatyka i SCADA.

### Do czasów inteligentnego licznika
M2M łączące urządzenie telefoniczne z komputerem, zostało po raz pierwszy opracowane przez Theodore'a Paraskevakosa podczas pracy nad jego systemem identyfikacji  dzwoniącego (CallerID) w 1968, a później opatentowane w Stanach Zjednoczonych w 1973. System ten, różniący się od wskaźnika wywołań panelu z lat dwudziestych i automatycznego numeru identyfikacji z lat czterdziestych XX wieku, który przekazywał numery telefonów do maszyn, był poprzednikiem obecnego identyfikatorem dzwoniącego wyświetlanego w telefonie. Podczas pracy dla Boeinga opracował zdalny czujnikowy system monitorowania (AMR). 

### Komunikacja komórkowa M2M
Podczas gdy telefonia komórkowa staje się coraz bardziej powszechna, wiele maszyn nadal korzystało z linii stacjonarnych (POTS, DSL, kablowe) do łączenia się z siecią IP. Branża komunikacji komórkowej M2M pojawiła się w 1995, kiedy Siemens utworzył dział modułów telefonów komórkowych, w celu opracowania i uruchomienia modułu danych GSM o nazwie M1 opartego na telefonie komórkowym Siemens S6 do zastosowań przemysłowych M2M, umożliwiając maszynom komunikować się przez sieci bezprzewodowe. W październiku 2000 dział modułów utworzył oddzielną jednostkę biznesową o nazwie „Wireless Modules”, która w czerwcu 2008 stała się samodzielną firmą o nazwie Cinterion Wireless Modules. Pierwszy moduł M1 został użyty do terminali obsługi punktu sprzedaży (POS), w telematyce pojazdów, zdalnym monitorowaniu oraz aplikacjach śledzenia. 

### Rozwój techniki M2M
Technika maszyna-maszyna została po raz pierwszy wykorzystana przez pierwszych wykonawców, takich jak GM i Hughes Electronics Corporation, którzy zdali sobie sprawę z korzyści i przyszłego potencjału tej techniki. Od 1997 technika bezprzewodowa M2M stała się bardziej rozpowszechniona i wyrafinowana, ponieważ zostały opracowane i wprowadzone wzmocnione moduły na potrzeby różnych rynków pionowych, takich jak telematyka samochodowa.
Moduły danych maszyna-maszyna XXI wieku mają nowsze funkcje i możliwości, takie jak wbudowana technika globalnego pozycjonowania (GPS), elastyczny montaż powierzchniowy macierzy sieci naziemnej, wbudowane zoptymalizowane pod kątem maszyn karty inteligentne, takie jak karty SIM telefonu, znane jako moduły identyfikacyjne maszyna-maszyna (MIM)z wbudowaną Javą i stały się ważne jako rozwiązania techniczne wspomagające przyspieszenie rozwoju Internetu rzeczy (IoT). Innym przykładem wczesnego użycia komunikacji M2M jest system komunikacji OnStar.
Komponenty sprzętowe sieci maszyna-maszyna są produkowane przez kilka kluczowych firm. W 1998 Quake Global rozpoczął projektowanie i produkcję maszyn do obróbki modemów satelitarnych i naziemnych. Początkowo polegając w dużym stopniu na sieci Orbcomm w zakresie usług łączności satelitarnej, Quake Global rozszerzył swoją ofertę produktów telekomunikacyjnych, angażując zarówno sieci satelitarne, jak i naziemne, co dało Quake Global przewagę w oferowaniu produktów neutralnych dla sieci.

### Od 2000 roku
W 2004 Digi International rozpoczął produkcję bezprzewodowych bramek i routerów. Wkrótce potem w 2006 Digi kupił Max Stream, producenta radiotelefonów XBee. Te komponenty sprzętowe umożliwiały użytkownikom łączenie maszyn bez względu na to, jak odległe były ich lokalizacje. Od tego czasu Digi współpracuje z kilkoma firmami, aby podłączyć setki tysięcy urządzeń na całym świecie.
W 2004 Christopher Lowery, brytyjski przedsiębiorca telekomunikacyjny, założył Wyless Group, jednego z pierwszych operatorów wirtualnych sieci mobilnych (MVNO) w obszarze M2M. Działalność rozpoczęła się w Wielkiej Brytanii, a firma Lowery opublikowała kilka patentów wprowadzających nowe funkcje w zakresie ochrony i zarządzania danymi, w tym stałe adresowanie IP w połączeniu z łącznością zarządzaną przez platformę przez VPN.  
W 2006 firma Machine-to-Machine Intelligence (M2Mi) Corp rozpoczęła współpracę z NASA w celu opracowania zautomatyzowanej inteligencji typu M2M. Zautomatyzowana inteligencja maszyna-maszyna umożliwia szeroką gamę mechanizmów, w tym przewodowe lub bezprzewodowe narzędzia, czujniki, urządzenia, serwery, roboty, statki kosmiczne i systemy sieci, do wydajnej komunikacji i wymiany informacji.
W 2009 wprowadzono zarządzanie w czasie rzeczywistym usługami sieciowymi GSM i CDMA dla aplikacji maszyna-maszyna wraz z uruchomieniem platformy PRiSMPro™ dla operatora sieci KORE Telematics. Platforma skupiła się na zarządzaniu wieloma sieciami dla poprawy wydajności i oszczędności kosztów obsługi komunikacji M2M.
Również w 2009 Grupa Wyless wprowadziła PORTHOS™, platformę otwartego zarządzania danymi, obsługującą wielu operatorów, wiele aplikacji i niezależną od urządzeń. W 2009 norweski operator Telenor zakończył dziesięć lat badań nad M2M, ustanawiając dwa podmioty obsługujące usługi i łączność. W Szwecji Telenor Connexion był obecny na europejskim rynku usług na takich jak logistyka, zarządzanie flotą, bezpieczeństwo samochodów, opieka zdrowotna i inteligentne pomiary zużycia energii elektrycznej. Telenor Objects pełnił podobną rolę w zapewnianiu łączności między urządzeniami w całej Europie. W Wielkiej Brytanii Business MVNO Abica rozpoczął testy z aplikacjami telezdrowia i teleopieki, które wymagały bezpiecznego przesyłania danych przez prywatny APN i łączność HSPA+4G LTE ze statycznym adresem IP.

### Od 2010 roku
Na początku 2010 w USA AT&T, KPN, Rogers, Telcel oraz America Movil i Jasper Technologies, Inc. rozpoczęły współpracę nad stworzeniem witryny M2M, która będzie służyć jako centrum dla programistów zajmujących komunikacją elektroniczną maszyna-maszyna. W czerwcu 2010 operator telefonii komórkowej Tyntec ogłosił dostępność swoich wysoce niezawodnych usług SMS do zastosowań M2M.
W styczniu 2011 Aeris Communications, Inc. ogłosiła, że dostarcza usługi telematyczne M2M dla Hyundai Motor Corporation. Takie partnerstwa ułatwiają, przyspieszają i obniżają koszty korzystania z maszyn w firmach. W marcu 2011, dostawca usług sieciowych M2M, KORE Wireless razem z Vodafone Group i Iridium Communications Inc., udostępnił usługi sieciowe KORE Global Connect za pośrednictwem sieci komórkowej i satelitarnej w ponad 180 krajach, z jednym punktem rozliczeniowym, wsparcia, logistyki i zarządzania relacjami. Później w tym samym roku KORE przejął Mach Communications Pty Ltd. z siedzibą w Australii w odpowiedzi na zwiększony popyt na M2M na rynkach Azji i Pacyfiku. W kwietniu 2011 Ericsson przejął platformę maszyna-maszyna firmy Telenor Connexion, starając się uzyskać więcej technologii i know-how w rozwijającym się sektorze.
W kwietniu 2013 została utworzona grupa ds. Standardów OASIS MQTT, której celem jest praca nad prostym, niezawodnym protokołem przesyłania komunikatów publikowania oraz subskrypcji, odpowiednim do komunikacji w relacjach M2M oraz IoT[26]. Grupie standardów przewodniczy IBM i StormMQ, a Machine-to-Machine Intelligence (M2Mi) Corp jest sekretarzem. 
W maju 2013 dostawcy usług sieciowych M2M: KORE Telematics, Oracle, Deutsche Telekom, Digi International, Orbcomm i Telit utworzyli Międzynarodową Radę Machine to Machine(IMC). Pierwsza organizacja handlowa obsługująca cały ekosystem maszyna-maszyna, IMC ma na celu uczynienie komunikacji M2M wszechobecną, pomagając firmom w instalowaniu i zarządzaniu komunikacją między maszynami.
W maju 2014 Komitet MQTT i NIST opublikował notę Cybersecurity Framework, zawierającą wytyczne dla organizacji, które chcą wdrożyć MQTT w sposób zgodny z opisem NIST dla poprawy cyberbezpieczeństwa infrastruktury krytycznej.

### Analizy rynku M2M
Według niezależnej firmy analitycznej Berg Insight, liczba połączeń w sieci komórkowej na całym świecie wykorzystywanych do komunikacji między maszynami w 2008 wyniosła 47,7 mln, a firma prognozowała, że liczba połączeń między maszynami wzrośnie do 187 mln do 2014.
Badanie przeprowadzone przez grupę E-Plus pokazuje, że w 2010 na rynku niemieckim będzie znajdować się 2,3 miliona kart inteligentnych typu maszyna-maszyna. Według badania w 2013 roku liczba ta wzrośnie do ponad 5 milionów kart inteligentnych. Głównym motorem wzrostu jest „śledzenie i namierzanie”, przy oczekiwanej średniej stopie wzrostu wynoszącej 30%. Najszybciej rozwijającym się segmentem M2M w Niemczech, ze średnim rocznym wzrostem na poziomie 47%, będzie segment elektroniki użytkowej.
W 2017 oszacowano wzrost rynku M2M z 19,31 mld USD w 2016 do 27,62 mld USD w 2023, kiedy to liczba połączeń M2M wyniesie 3 mld. Głównymi przyczynami wzrostu będzie wzrost dostępności internetu na nowych rynkach oraz przejście w telefonii z 3G na 4G.